# Stara Kablownia
Stara Kablownia – centrum handlowo-rozrywkowe w Czechowicach-Dziedzicach w rejonie ulic Legionów, Smolnej i Ignacego Jana Paderewskiego. Jego powierzchnia użytkowa wynosi ok. 19 tys. m².
Budowę rozpoczęto we wrześniu 2012 roku na terenach byłej Śląskiej  Fabryki Kabli założonej w 1927 roku. Podczas budowy zmieniono układ komunikacyjny budując obok nową drogę łączącą ulicę Sobieskiego i Legionów. Otwarcie sklepu Jysk nastąpiło 29 sierpnia, natomiast otwarcie całego centrum nastąpiło 24 października 2013 roku.